# Anopheles peditaeniatus
Anopheles peditaeniatus är en tvåvingeart som först beskrevs av George Frederick Leicester 1908.  Anopheles peditaeniatus ingår i släktet Anopheles och familjen stickmyggor. Inga underarter finns listade i Catalogue of Life.